# Derde Lateraans Concilie
Het Derde Lateraans Concilie (1179) te Rome werd samengeroepen door paus Alexander III. De reden tot dit concilie was het pausschisma door keizer Frederik I Barbarossa in stand werd gehouden ter vergroting van zijn politieke macht in Italië. Bedoeling was ook door reorganisatie de misbruiken te beteugelen.
Besluiten van dit concilie:
- De paus zal vanaf nu gekozen worden tijdens een conclaaf met een tweederdemeerderheid van de stemmen uitgebracht door de kardinalen.
- De katharen in Zuid- Frankrijk worden in de ban gedaan. De waldenzen worden niet veroordeeld.
- De joden moeten apart van de christenen gaan wonen.
- Alle parochies die over voldoende middelen beschikken worden verplicht om parochiescholen te stichten, waar grammatica en andere vakken worden onderwezen.